# Espanya als Jocs Olímpics d'estiu de 2004
Espanya va estar representada als Jocs Olímpics d'Estiu 2004 celebrats a Atenes per 317 esportistes (177 homes i 140 dones) que competiren en 26 esports.
La portadora de la bandera a la cerimònia d'obertura fou la judoka valenciana Isabel Fernández.

## Medaller
L'equip olímpic espanyol va aconseguir les següents medalles:
| Esport          | Or | Plata | Bronze | Total |
| Atletisme       | 0  | 1     | 2      | 3     |
| Ciclisme        | 0  | 3     | 2      | 5     |
| Gimnàstica      | 1  | 0     | 1      | 2     |
| Hípica          | 0  | 1     | 1      | 2     |
| Piragüisme      | 1  | 1     | 0      | 2     |
| Tennis          | 0  | 1     | 0      | 1     |
| Tir             | 0  | 1     | 0      | 1     |
| Vela            | 1  | 2     | 0      | 3     |
| Voleibol platja | 0  | 1     | 0      | 1     |
| Total           | 3  | 11    | 6      | 20    |

## Medallistes
| Esportista                                                           | Esport          | Competició                      | Data       |
| -------------------------------------------------------------------- | --------------- | ------------------------------- | ---------- |
| Or                                                                   |                 |                                 |            |
| Gervasio Deferr                                                      | Gimnàstica      | Salt sobre cavall masculí       | 23 d'agost |
| Xabier Fernández Iker Martínez                                       | Vela            | Classe 49er                     | 26 d'agost |
| David Cal                                                            | Piragüisme      | C-1 1000 m masculí              | 27 d'agost |
| Argent                                                               |                 |                                 |            |
| María Quintanal                                                      | Tir             | Fossa Olímpica femenina         | 16 d'agost |
| Paquillo Fernández                                                   | Atletisme       | 20 km marxa masculins           | 20 d'agost |
| Beatriu Ferrer-Salat Juan Antonio Jiménez Ignacio Rambla Rafael Soto | Hípica          | Doma clàssica equips            | 21 d'agost |
| Rafael Trujillo                                                      | Vela            | Classe Finn masculina           | 21 d'agost |
| Sandra Azón Natàlia Via-Dufresne                                     | Vela            | Classe 470 femenina             | 21 d'agost |
| Conchita Martínez Virginia Ruano Pascual                             | Tennis          | Dobles femenins                 | 22 d'agost |
| Joan Llaneras                                                        | Ciclisme        | Cursa per punts masculina       | 24 d'agost |
| José Escuredo                                                        | Ciclisme        | Keirin masculí                  | 25 d'agost |
| Javier Bosma Pablo Herrera                                           | Voleibol platja | Masculí                         | 25 d'agost |
| David Cal                                                            | Piragüisme      | C-1 500 m masculí               | 28 d'agost |
| José Antonio Hermida                                                 | Ciclisme        | Ciclisme de muntanya masculí    | 28 d'agost |
| Bronze                                                               |                 |                                 |            |
| Manuel Martínez                                                      | Atletisme       | Llançament de pes masculí       | 18 d'agost |
| Sergi Escobar                                                        | Ciclisme        | Persecució individual masculina | 21 d'agost |
| Carlos Castaño Sergi Escobar Asier Maeztu Carles Torrent             | Ciclisme        | Persecució per equips           | 23 d'agost |
| Patricia Moreno                                                      | Gimnàstica      | Exercici de terra femení        | 23 d'agost |
| Beatriu Ferrer-Salat                                                 | Hípica          | Doma clàssica individual        | 25 d'agost |
| Joan Lino Martínez                                                   | Atletisme       | Salt de llargada masculí        | 26 d'agost |

## Atletisme
Vegeu Atletisme als Jocs Olímpics d'estiu de 2004

### Masculí
Pista i ruta
| Esportista                                                          | Esdeveniment     | Eliminatòria | Eliminatòria | Quarts de final | Quarts de final | Semifinal        | Semifinal        | Final               | Final               |
| Esportista                                                          | Esdeveniment     | Resultat     | Posició      | Resultat        | Posició         | Resultat         | Posició          | Resultat            | Posició             |
| ------------------------------------------------------------------- | ---------------- | ------------ | ------------ | --------------- | --------------- | ---------------- | ---------------- | ------------------- | ------------------- |
| David Canal                                                         | 200 m            | 20.72        | 3 Q          | 21.18           | 7               | No es classificà | No es classificà | No es classificà    | No es classificà    |
| David Canal                                                         | 400 m            | 47.23        | 7            |                 |                 | No es classificà | No es classificà | No es classificà    | No es classificà    |
| Carles Castillejo                                                   | 5000 m           | 13:49.16     | 16           |                 |                 |                  |                  | No es classificà    | No es classificà    |
| José David Domínguez                                                | 20 km marxa      |              |              |                 |                 |                  |                  | 1:30:16             | 37                  |
| Reyes Estévez                                                       | 1500 m           | 3:39.71      | 1 Q          |                 |                 | 3:36.05          | 4 Q              | 3:36.63             | 7                   |
| Álvaro Fernández                                                    | 1500 m           | 3:38.34      | 3 Q          |                 |                 | 3:42.01          | 7                | No es classificà    | No es classificà    |
| Francisco Javier Fernández                                          | 20 km marxa      |              |              |                 |                 |                  |                  | 1:19:45             | 2                   |
| Jesús Ángel García                                                  | 50 km marxa      |              |              |                 |                 |                  |                  | 3:44:42             | 5                   |
| Carlos García                                                       | 5000 m           | No acabà     | No acabà     |                 |                 |                  |                  | No es classificà    | No es classificà    |
| Roberto García                                                      | 5000 m           | 13:27.72     | 9            |                 |                 |                  |                  | No es classificà    | No es classificà    |
| José Antonio González                                               | 50 km marxa      |              |              |                 |                 |                  |                  | 4:11:51             | 33                  |
| Juan Carlos Higuero                                                 | 1500 m           | 3:38.36      | 6 q          |                 |                 | 3:42.13          | 8                | No es classificà    | No es classificà    |
| Antonio David Jiménez                                               | 3000 m obstacles | 8:24.13      | 2 Q          |                 |                 |                  |                  | 8:22.63             | 14                  |
| Antonio Manuel                                                      | 800 m            | 1:46.66      | =1 Q         |                 |                 | 1:46.17          | 3                | No es classificà    | No es classificà    |
| Eliseo Martín                                                       | 3000 m obstacles | 8:21.88      | 6 q          |                 |                 |                  |                  | 8:15.77             | 9                   |
| Luis Miguel Martín                                                  | 3000 m obstacles | 8:16.90      | 3 Q          |                 |                 |                  |                  | 8:11.64             | 5                   |
| José Manuel Martínez                                                | 10000 m          |              |              |                 |                 |                  |                  | 27:57.61            | 9                   |
| Juan Manuel Molina                                                  | 20 km marxa      |              |              |                 |                 |                  |                  | 1:20:55             | 5                   |
| Manuel Olmedo                                                       | 800 m            | 1:47.71      | 4            |                 |                 | No es classificà | No es classificà | No es classificà    | No es classificà    |
| Antoni Peña                                                         | Marató           |              |              |                 |                 |                  |                  | 2:16:38             | 18                  |
| Santiago Pérez                                                      | 50 km marxa      |              |              |                 |                 |                  |                  | 3:49:48             | 8                   |
| Miguel Quesada                                                      | 800 m            | 1:46.32      | 3            |                 |                 | No es classificà | No es classificà | No es classificà    | No es classificà    |
| Julio Rey                                                           | Marató           |              |              |                 |                 |                  |                  | 2:24:54             | 58                  |
| José Ríos                                                           | Marató           |              |              |                 |                 |                  |                  | 2:18:40             | 27                  |
| Eduardo Iván Rodríguez                                              | 400 m tanques    | 49.25        | 4 Q          |                 |                 | 49.77            | 6                | No es classificà    | No es classificà    |
| Felipe Vivancos                                                     | 110 m tanques    | 13.47        | 6 q          | 13.48           | 4 q             | 13.52            | 7                | No es classificà    | No es classificà    |
| David Canal Luis Flores Antonio Manuel Reina Eduardo Iván Rodríguez | Relleus 4x400 m  | 3:05.03      | 7            |                 |                 |                  |                  | No es classificaren | No es classificaren |

Concursos
| Esportista         | Esdeveniment       | Qualificació | Qualificació | Final            | Final            |
| Esportista         | Esdeveniment       | Distància    | Posició      | Distància        | Posició          |
| ------------------ | ------------------ | ------------ | ------------ | ---------------- | ---------------- |
| Javier Bermejo     | Salt d'alçada      | 2.15         | =31          | No es classificà | No es classificà |
| Javier Gazol       | Salt de perxa      | 5.30         | =28          | No es classificà | No es classificà |
| Yago Lamela        | Salt de llargada   | 8.06         | 10 q         | 7.28             | 11               |
| Joan Lino Martínez | Salt de llargada   | 8.10         | 6 Q          | 8.32             | 3                |
| Manuel Martínez    | Llançament de pes  | 20.37        | 6 q          | 20.84            | 3                |
| Mario Pestano      | Llançament de disc | 61.69        | 13           | No es classificà | No es classificà |

Combinats
| Esportista  | Esdeveniment |          | 100m  | SL   | LP    | SA   | 400m  | 110mT | LD    | SP   | LJ    | 1500m   | Final | Posició |
| ----------- | ------------ | -------- | ----- | ---- | ----- | ---- | ----- | ----- | ----- | ---- | ----- | ------- | ----- | ------- |
| David Gómez | Decatló      | Resultat | 11.08 | 7,26 | 14,57 | 1,85 | 48.61 | 14.41 | 40,95 | 4,40 | 60,71 | 4:29.70 | 7.865 | 22      |
| David Gómez | Decatló      | Punts    | 843   | 876  | 763   | 670  | 880   | 922   | 684   | 731  | 749   | 747     | 7.865 | 22      |

### Femení
Pista i ruta
| María Abel            | Marató        |         |     |                  |                  | 2:40:13          | 26               |                  |                  |
| Glory Alozie          | 100 m tanques | 12.92   | 2 Q | 12.62            | 7                | No es classificà | No es classificà |                  |                  |
| Nuria Fernández       | 1500 m        | 4:06.29 | 3 Q | 4:07.68          | 9                | No es classificà | No es classificà |                  |                  |
| Rocío Florido         | 20 km marxa   |         |     |                  |                  | 1:35:32          | 30               |                  |                  |
| Iris Fuentes-Pila     | 1500 m        | 4:06.32 | 7 q | 4:07.69          | 10               | No es classificà | No es classificà |                  |                  |
| María Teresa Gargallo | 20 km marxa   |         |     |                  |                  | Desqualificada   | Desqualificada   |                  |                  |
| Aliuska López         | 100 m tanques | 13.21   | 4   | No es classificà | No es classificà | No es classificà | No es classificà | No es classificà | No es classificà |
| Mayte Martínez        | 800 m         | 2:00.81 | 2 Q | 2:03.30          | 8                | No es classificà | No es classificà |                  |                  |
| Cora Olivero          | 400 m tanques | 56.19   | 5   | No es classificà | No es classificà | No es classificà | No es classificà | No es classificà | No es classificà |
| María Dolores Pulido  | Marató        |         |     |                  |                  | 2:44:33          | 37               |                  |                  |
| Natalia Rodríguez     | 1500 m        | 4:07.19 | 7 q | 4:04.91          | 4 Q              | 4:03.01          | 10               |                  |                  |
| Beatriz Ros           | Marató        |         |     |                  |                  | 2:41:51          | 32               |                  |                  |
| María Vasco           | 20 km marxa   |         |     |                  |                  | 1:30:06          | 7                |                  |                  |

Concursos
| Esportista         | Esdeveniment           | Qualificació | Qualificació | Final            | Final            |
| Esportista         | Esdeveniment           | Distància    | Posició      | Distància        | Posició          |
| ------------------ | ---------------------- | ------------ | ------------ | ---------------- | ---------------- |
| Niurka Montalvo    | Salt de llargada       | Sense marca  | Sense marca  | No es classificà | No es classificà |
| Carlota Castrejana | Triple salt            | 14.37        | 18           | No es classificà | No es classificà |
| Naroa Agirre       | Salt de perxa          | 4.40         | =8 q         | 4.40             | 6                |
| Dana Cervantes     | Salt de perxa          | 4.40         | =4 q         | Sense marca      | Sense marca      |
| Ruth Beitia        | Salt d'alçada          | 1.89         | =16          | No es classificà | No es classificà |
| Marta Mendía       | Salt d'alçada          | 1.92         | 11 q         | 1.93             | 10               |
| Irache Quintanal   | Llançament de pes      | 15.99        | 29           | No es classificà | No es classificà |
| Alice Matejková    | Llançament de disc     | 55.37        | 35           | No es classificà | No es classificà |
| Mercedes Chilla    | Llançament de javelina | 58.45        | 22           | No es classificà | No es classificà |
| Berta Castells     | Llançament de martell  | 66.05        | 23           | No es classificà | No es classificà |

## Bàdminton
Vegeu Bàdminton als Jocs Olímpics d'estiu de 2004
| Esportista                        | Esdeveniment       | Ronda de 64                            | Setzens de final    | Vuitens de final    | Quarts de final     | Semifinals          | Final               | Final               |
| --------------------------------- | ------------------ | -------------------------------------- | ------------------- | ------------------- | ------------------- | ------------------- | ------------------- | ------------------- |
| Sergio Llopis                     | Individual masculí | N. Kanetkar (IND) D 7−15, 15−13, 13−15 | No es classificà    | No es classificà    | No es classificà    | No es classificà    | No es classificà    | No es classificà    |
| José Antonio Crespo Sergio Llopis | Dobles masculins   | D-s. Lee / Y-s. Yoo (KOR) L 3−15, 9−15 | No es classificaren | No es classificaren | No es classificaren | No es classificaren | No es classificaren | No es classificaren |

## Bàsquet
Vegeu Bàsquet als Jocs Olímpics d'estiu de 2004

### Masculí
Jugadors
| - José Manuel Calderón - Jaume Comas - Rodrigo de la Fuente - Roberto Dueñas - Rudy Fernández - Jorge Garbajosa | - Pau Gasol - Iker Iturbe - Carlos Jiménez - Juan Carlos Navarro - Felipe Reyes - Óscar Yebra |

Entrenador: Mario Pesquera
Fase de grups
| Equip               | J | G | P | PF  | PC  | Dif | Punts |
| ------------------- | - | - | - | --- | --- | --- | ----- |
| Espanya             | 5 | 5 | 0 | 405 | 349 | +56 | 10    |
| Itàlia              | 5 | 3 | 2 | 371 | 341 | +30 | 8     |
| Argentina           | 5 | 3 | 2 | 414 | 396 | +18 | 8     |
| R.P. de la Xina     | 5 | 2 | 3 | 303 | 382 | -79 | 7     |
| Nova Zelanda        | 5 | 1 | 4 | 399 | 413 | -14 | 6     |
| Sèrbia i Montenegro | 5 | 1 | 4 | 377 | 388 | -11 | 6     |

Resultats
| Ronda           | Data  | Hora  | Partit  | Partit   | Partit              |
| --------------- | ----- | ----- | ------- | -------- | ------------------- |
| Fase grups − 1  | 15/08 | 14:30 | Xina    | 58 − 83  | Espanya             |
| Fase grups − 2  | 17/08 | 20:00 | Espanya | 87 − 76  | Argentina           |
| Fase grups − 3  | 19/08 | 11:15 | Itàlia  | 63 − 71  | Espanya             |
| Fase grups − 4  | 21/08 | 11:15 | Espanya | 76 − 68  | Sèrbia i Montenegro |
| Fase grups − 5  | 23/08 | 09:00 | Espanya | 88 − 84  | Nova Zelanda        |
| Quarts de final | 26/08 | 14:30 | Espanya | 94 − 102 | Estats Units        |
| 7è/8è lloc      | 28/08 | 09:00 | Xina    | 76 − 92  | Espanya             |

### Femení
Jugadores
| - Elisa Aguilar - Sonia Blanco - Elisabeth Cebrián - Marta Fernández - Marina Ferragut - Begoña García | - Núria Martínez - Laia Palau - Lucila Pascua - Íngrid Pons - Rosi Sánchez - Amaya Valdemoro |

Entrenador: Vicente Rodríguez
Fase de grups
| Equip           | J | G | P | PF  | PC  | Dif  | Punts |
| --------------- | - | - | - | --- | --- | ---- | ----- |
| Estats Units    | 5 | 5 | 0 | 430 | 285 | +145 | 10    |
| Espanya         | 5 | 4 | 1 | 368 | 334 | +34  | 9     |
| Txèquia         | 5 | 3 | 2 | 408 | 375 | +33  | 8     |
| Nova Zelanda    | 5 | 2 | 3 | 321 | 414 | -93  | 7     |
| R.P. de la Xina | 5 | 1 | 4 | 360 | 406 | -46  | 6     |
| Corea del Sud   | 5 | 0 | 5 | 320 | 393 | -73  | 5     |

Resultats
| Ronda           | Data  | Hora  | Partit          | Partit  | Partit        |
| --------------- | ----- | ----- | --------------- | ------- | ------------- |
| Fase grups − 1  | 14/08 | 22:15 | Espanya         | 80 − 78 | Txèquia       |
| Fase grups − 2  | 16/08 | 16:45 | Xina            | 67 − 75 | Espanya       |
| Fase grups − 3  | 18/08 | 22:15 | Espanya         | 91 − 57 | Nova Zelanda  |
| Fase grups − 4  | 20/08 | 14:30 | Estats Units    | 71 − 58 | Espanya       |
| Fase grups − 5  | 22/08 | 22:15 | Espanya         | 64 − 61 | Corea del Sud |
| Quarts de final | 25/08 | 20:00 | Espanya         | 63 − 67 | Brasil        |
| 5è/6è lloc      | 27/08 | 11:15 | República Txeca | 79 − 68 | Espanya       |

## Ciclisme
Vegeu Ciclisme als Jocs Olímpics d'estiu de 2004

### Ciclisme de muntanya
| Esportista           | Esdeveniment          | Temps   | Posició |
| -------------------- | --------------------- | ------- | ------- |
| Iván Álvarez         | Camp a través masculí | 2:23:08 | 16      |
| José Antonio Hermida | Camp a través masculí | 2:16:02 | 2       |

### Ciclisme en pista
Velocitat
| Esportista                                                   | Esdeveniment                   | Qualificació           | Qualificació | Ronda 1                         | Respesca 1                     | Ronda 2                        | Respesca 2                       | Quarts de final                | Semifinals                     | Final                                                                 | Final   |
| Esportista                                                   | Esdeveniment                   | Temps Velocitat (km/h) | Posició      | Oponent Temps Velocitat (km/h)  | Oponent Temps Velocitat (km/h) | Oponent Temps Velocitat (km/h) | Oponent Temps Velocitat (km/h)   | Oponent Temps Velocitat (km/h) | Oponent Temps Velocitat (km/h) | Oponent Temps Velocitat (km/h)                                        | Posició |
| ------------------------------------------------------------ | ------------------------------ | ---------------------- | ------------ | ------------------------------- | ------------------------------ | ------------------------------ | -------------------------------- | ------------------------------ | ------------------------------ | --------------------------------------------------------------------- | ------- |
| José Antonio Villanueva                                      | Velocitat individual masculina | 10.446 68.925          | 8            | J. Ng (MYS) V 11.234 64.091     |                                | L. Gané (FRA) D                | B. Forde (BRB) T. Mulder (NLD) D | No es classificà               | No es classificà               | Final pel 9è lloc T. Mulder (NLD) J. Ng (MYS) S. Eadie (AUS) V 11.063 | 9       |
| José Antonio Escuredo Salvador Melià José Antonio Villanueva | Velocitat equips masculina     | 44.452 60.739          | 4 Q          | Austràlia (AUS) D 44.687 60.420 |                                |                                |                                  |                                |                                | No es classificà                                                      | 7       |

Persecució
| Esportista                                               | Esdeveniment                    | Qualificació | Qualificació | Semifinals                | Semifinals       | Final                    | Final            |
| Esportista                                               | Esdeveniment                    | Temps        | Posició      | Resultat                  | Posició          | Resultat                 | Posició          |
| -------------------------------------------------------- | ------------------------------- | ------------ | ------------ | ------------------------- | ---------------- | ------------------------ | ---------------- |
| Carlos Castaño                                           | Persecució individual masculina | 4:27.871     | 12           | No es classificà          | No es classificà | No es classificà         | No es classificà |
| Sergi Escobar                                            | Persecució individual masculina | 4:16.862     | 2 Q          | L. Roberts (AUS) 4:19.581 | 4 Q              | R. Hayles (GBR) 4:17.947 | 3                |
| Carlos Castaño Sergi Escobar Asier Maeztu Carles Torrent | Persecució equips masculina     | 4:04.421     | 3 Q          | Ucraïna (UKR) 4:02.374    | 3 Q              | Alemanya (DEU) 4:05.523  | 3                |

Contrarellotge
| Esportista  | Esdeveniment | Temps    | Posició |
| ----------- | ------------ | -------- | ------- |
| Rubén Donet | 1 km masculí | 1:03.505 | 12      |

Keirin
| Esportista            | Esdeveniment   | Ronda 1 | Respesca | Ronda 2 | Final |
| --------------------- | -------------- | ------- | -------- | ------- | ----- |
| José Antonio Escuredo | Keirin masculí | 2 Q     |          | 3 Q     | 2     |

Omnium
| Esportista                    | Esdeveniment        | Punts | Voltes | Posició |
| ----------------------------- | ------------------- | ----- | ------ | ------- |
| Joan Llaneras                 | Puntuació masculina | 82    | 3      | 2       |
| Gema Pascual                  | Puntuació femenina  | 7     | 0      | 7       |
| Miquel Alzamora Joan Llaneras | Madison masculí     | 7     | 0      | 6       |

### Ciclisme en ruta

#### Masculí
| Esportista                | Esdeveniment   | Temps      | Posició  |
| ------------------------- | -------------- | ---------- | -------- |
| Igor Astarloa             | Ruta           | No acabà   | No acabà |
| Óscar Freire              | Ruta           | No acabà   | No acabà |
| Igor González de Galdeano | Ruta           | No acabà   | No acabà |
| Igor González de Galdeano | Contrarellotge | 59:27.25   | 8        |
| José Iván Gutiérrez       | Ruta           | No acabà   | No acabà |
| José Iván Gutiérrez       | Contrarellotge | 1:00:22.80 | 16       |
| Alejandro Valverde        | Ruta           | 5:44:13    | 47       |

#### Femení
| Esportista        | Esdeveniment   | Temps    | Posició  |
| ----------------- | -------------- | -------- | -------- |
| Eneritz Iturriaga | Ruta           | 3:28:39  | 34       |
| Dori Ruano        | Ruta           | No acabà | No acabà |
| Dori Ruano        | Contrarellotge | 33:29.63 | 18       |
| Joane Somarriba   | Ruta           | 3:25:06  | 7        |
| Joane Somarriba   | Contrarellotge | 32:25.93 | 7        |

## Esgrima
Vegeu Esgrima als Jocs Olímpics d'estiu de 2004
| Esportista      | Categoria                | 1/32 de final           | Setzens de final            | Vuitens de final | Quarts de final  | Semifinals       | Final            | Final            |
| --------------- | ------------------------ | ----------------------- | --------------------------- | ---------------- | ---------------- | ---------------- | ---------------- | ---------------- |
| Fernando Medina | Sabre individual masculí | W. Kothny (THA) V 15−13 | V. Lukashenko (UKR) D 11−15 | No es classificà | No es classificà | No es classificà | No es classificà | No es classificà |

## Gimnàstica
Veure Gimnàstica als Jocs Olímpics d'estiu de 2004

### Gimnàstica artística

#### Masculí
Equips
| Esportista            | Esdeveniment | Qualificació | Qualificació | Qualificació | Qualificació | Qualificació | Qualificació | Qualificació | Qualificació | Final               | Final               | Final               | Final               | Final               | Final               | Final               | Final               |
| Esportista            | Esdeveniment | Aparells     | Aparells     | Aparells     | Aparells     | Aparells     | Aparells     | Total        | Posició      | Aparells            | Aparells            | Aparells            | Aparells            | Aparells            | Aparells            | Total               | Posició             |
| Esportista            | Esdeveniment | T            | CA           | A            | SC           | BP           | BF           | Total        | Posició      | T                   | CA                  | A                   | SC                  | BP                  | BF                  | Total               | Posició             |
| --------------------- | ------------ | ------------ | ------------ | ------------ | ------------ | ------------ | ------------ | ------------ | ------------ | ------------------- | ------------------- | ------------------- | ------------------- | ------------------- | ------------------- | ------------------- | ------------------- |
| Alejandro Barrenechea | Equips       | 9,412        | 8,912        | 9,362        | 9,162        | 8,975        | 9,275        | 55,098       | 30           | No es classificaren | No es classificaren | No es classificaren | No es classificaren | No es classificaren | No es classificaren | No es classificaren | No es classificaren |
| Víctor Cano           | Equips       | 9,150        | 9,750 Q      | 9,575        | 9,087        | 8,475        | 7,950        | 53,987       | 40           | No es classificaren | No es classificaren | No es classificaren | No es classificaren | No es classificaren | No es classificaren | No es classificaren | No es classificaren |
| Jesús Carballo        | Equips       |              | 9,175        |              |              | 9,187        | 8,737        |              |              | No es classificaren | No es classificaren | No es classificaren | No es classificaren | No es classificaren | No es classificaren | No es classificaren | No es classificaren |
| Oriol Combarros       | Equips       | 9,325        | 9,650        | 9,625        | 9,375        | 8,637        | 8,050        | 54,662       | 37           | No es classificaren | No es classificaren | No es classificaren | No es classificaren | No es classificaren | No es classificaren | No es classificaren | No es classificaren |
| Gervasi Deferr        | Equips       | 9,750 Q      |              |              | 9,637 Q      |              |              |              |              | No es classificaren | No es classificaren | No es classificaren | No es classificaren | No es classificaren | No es classificaren | No es classificaren | No es classificaren |
| Rafael Martínez       | Equips       | 9,562        | 8,962        | 9,675        | 9,412        | 9,325        | 9,700        | 56,636       | 14 Q         | No es classificaren | No es classificaren | No es classificaren | No es classificaren | No es classificaren | No es classificaren | No es classificaren | No es classificaren |
| Total                 | Equips       | 38,049       | 37,537       | 38,237       | 37,586       | 36,124       | 35,762       | 223,295      | 10           | No es classificaren | No es classificaren | No es classificaren | No es classificaren | No es classificaren | No es classificaren | No es classificaren | No es classificaren |

Individual
| Esportista      | Esdeveniment      | Aparells | Aparells | Aparells | Aparells | Aparells | Aparells | Total  | Posició |
| Esportista      | Esdeveniment      | T        | CA       | A        | SC       | BP       | BF       | Total  | Posició |
| --------------- | ----------------- | -------- | -------- | -------- | -------- | -------- | -------- | ------ | ------- |
| Víctor Cano     | Cavall amb arcs   |          | 9,762    |          |          |          |          | 9,762  | 5       |
| Gervasi Deferr  | Terra             | 9,712    |          |          |          |          |          | 15,775 | 4       |
| Gervasi Deferr  | Salt sobre cavall |          |          |          | 9,737    |          |          | 9,737  | 1       |
| Rafael Martínez | Concurs complet   | 9,500    | 9,687    | 9,575    | 9,612    | 9,700    | 9,475    | 57,549 | 5       |

#### Femení
Equips
| Esportista      | Esdeveniment | Qualificació | Qualificació | Qualificació | Qualificació | Qualificació | Qualificació | Final      | Final      | Final      | Final      | Final      | Final      |
| Esportista      | Esdeveniment | Aparells     | Aparells     | Aparells     | Aparells     | Total        | Posició      | Aparells   | Aparells   | Aparells   | Aparells   | Total      | Posició    |
| Esportista      | Esdeveniment | T            | SC           | BA           | BE           | Total        | Posició      | T          | SC         | BA         | BE         | Total      | Posició    |
| --------------- | ------------ | ------------ | ------------ | ------------ | ------------ | ------------ | ------------ | ---------- | ---------- | ---------- | ---------- | ---------- | ---------- |
| Laura Campos    | Equips       | 8,725        | 9,262        | 8,225        |              |              |              | No competí | No competí | No competí | No competí | No competí | No competí |
| Tania Gener     | Equips       | 9,300        | 9,575        |              | 9,112        |              |              | 9,275      | 9.500      |            |            |            |            |
| Elena Gómez     | Equips       | 9,212        | 9,525        | 8,737        | 9,500        | 36,974       | 18 Q         | 9,187      | 9,475      | 9,000      | 9,575      |            |            |
| Mónica Mesalles | Equips       | 9,225        |              | 9,037        | 9,412        |              |              | 9,137      |            | 9,312      | 8,800      |            |            |
| Patricia Moreno | Equips       | 9,162        | 9,375        | 7,850        | 9,587 Q      | 35,974       | 37           |            |            |            | 9,462      |            |            |
| Sara Moro       | Equips       |              | 9,450        | 9,487        |              |              |              |            | 9,437      | 9,412      |            |            |            |
| Total           | Equips       | 36,899       | 37,925       | 35,986       | 37,611       | 147,921      | 7 Q          | 27,599     | 28,412     | 27,724     | 27,837     | 111,572    | 5          |

Individual
| Esportista      | Esdeveniment    | Aparells | Aparells | Aparells | Aparells | Total  | Posició |
| Esportista      | Esdeveniment    | T        | SC       | BA       | BE       | Total  | Posició |
| --------------- | --------------- | -------- | -------- | -------- | -------- | ------ | ------- |
| Elena Gómez     | Concurs complet | 9,150    | 9,525    | 9,162    | 9,462    | 37,299 | 8       |
| Patricia Moreno | Terra           |          |          |          | 9,487    | 9,487  | 3       |

### Gimnàstica rítmica
Equips
| Esportista                                                                                | Esdeveniment | Qualificació | Qualificació        | Qualificació | Qualificació | Final    | Final               | Final  | Final   |
| Esportista                                                                                | Esdeveniment | 5 cintes     | 3 cèrcols 2 pilotes | Total        | Posició      | 5 cintes | 3 cèrcols 2 pilotes | Total  | Posició |
| ----------------------------------------------------------------------------------------- | ------------ | ------------ | ------------------- | ------------ | ------------ | -------- | ------------------- | ------ | ------- |
| Sonia Abejón Bárbara González Marta Linares Isabel Pagán Carolina Rodríguez Nuria Velasco | Equips       | 21,200       | 23,400              | 44,600       | 8 Q          | 22,400   | 22,950              | 45,350 | 7       |

Individual
| Esportista   | Esdeveniment    | Qualificació | Qualificació | Qualificació | Qualificació | Qualificació | Qualificació | Final    | Final    | Final    | Final    | Final  | Final   |
| Esportista   | Esdeveniment    | Aparells     | Aparells     | Aparells     | Aparells     | Total        | Posició      | Aparells | Aparells | Aparells | Aparells | Total  | Posició |
| Esportista   | Esdeveniment    | CE           | P            | M            | CI           | Total        | Posició      | CE       | P        | M        | CI       | Total  | Posició |
| ------------ | --------------- | ------------ | ------------ | ------------ | ------------ | ------------ | ------------ | -------- | -------- | -------- | -------- | ------ | ------- |
| Almudena Cid | Concurs complet | 24,975       | 24,900       | 24,700       | 23,150       | 97,725       | 9 Q          | 25,125   | 25,000   | 24,900   | 23,425   | 98,450 | 8       |

## Halterofília
Vegeu Halterofília als Jocs Olímpics d'estiu de 2004
| Esportista        | Esdeveniment  | Arrencada | Arrencada | Dos temps | Dos temps | Total | Posició |
| Esportista        | Esdeveniment  | Resultat  | Posició   | Resultat  | Posició   | Total | Posició |
| ----------------- | ------------- | --------- | --------- | --------- | --------- | ----- | ------- |
| Santiago Martínez | 94 kg masculí | 180       | =7        | 207.5     | =10       | 382.5 | 9       |
| Gema Peris        | 48 kg femení  | 77.5      | =8        | 90        | =12       | 167.5 | 12      |

## Handbol
Vegeu Handbol als Jocs Olímpics d'estiu de 2004

### Masculí
Jugadors
| - David Barrufet - Jon Belaustegui - Manuel Colón - Talant Dujshebaev - Alberto Entrerríos - Juanín García - Mateo Garralda - Fernando Hernández | - José Javier Hombrados - Demetrio Lozano - Xavier O'Callaghan - Antonio Carlos Ortega - Juan Pérez - Iker Romero - Rolando Uríos |  |  |

Entrenador: César Argiles
Fase de grups
| Equip         | J | G | E | P | GF  | GC  | Dif | Punts |
| ------------- | - | - | - | - | --- | --- | --- | ----- |
| Croàcia       | 5 | 5 | 0 | 0 | 146 | 129 | +17 | 10    |
| Espanya       | 5 | 4 | 0 | 1 | 154 | 137 | +17 | 8     |
| Corea del Sud | 5 | 2 | 0 | 3 | 148 | 148 | +0  | 4     |
| Rússia        | 5 | 2 | 0 | 3 | 145 | 145 | +0  | 4     |
| Islàndia      | 5 | 1 | 0 | 4 | 143 | 158 | -15 | 2     |
| Eslovènia     | 5 | 1 | 0 | 4 | 130 | 149 | -19 | 2     |

Resultats
| Ronda           | Data  | Hora  | Partit   | Partit  | Partit        |
| --------------- | ----- | ----- | -------- | ------- | ------------- |
| Fase grups − 1  | 14/08 | 09:30 | Espanya  | 31 − 30 | Corea del Sud |
| Fase grups − 2  | 16/08 | 14:30 | Islàndia | 23 − 31 | Espanya       |
| Fase grups − 3  | 18/08 | 19:30 | Espanya  | 29 − 26 | Rússia        |
| Fase grups − 4  | 20/08 | 11:30 | Espanya  | 41 − 28 | Eslovènia     |
| Fase grups − 5  | 22/08 | 11:30 | Croàcia  | 30 − 22 | Espanya       |
| Quarts de final | 24/08 | 19:30 | Alemanya | 32 − 30 | Espanya       |
| 7è−8è lloc      | 27/08 | 09:30 | Espanya  | 27 − 29 | França        |

### Femení
Jugadores
| - Patricia Alonso - Vanesa Amorós - Maite Andreu - Diana Box - Susana Fraile - Soraya García - Cristina Gómez - Cristina López | - Elisabeth López - Marta Mangué - Noelia Oncina - Isabel Ortuño - Susana Pareja - Montserrat Puche - Eugenia Sánchez |  |  |

Entrenador: Jose Aldeguer
Fase de grups
| Equip         | J | G | E | P | GF  | GC  | Dif | Punts |
| ------------- | - | - | - | - | --- | --- | --- | ----- |
| Corea del Sud | 4 | 3 | 1 | 0 | 135 | 103 | +32 | 7     |
| Dinamarca     | 4 | 3 | 1 | 0 | 125 | 98  | +27 | 7     |
| França        | 4 | 2 | 0 | 2 | 105 | 106 | -1  | 4     |
| Espanya       | 4 | 0 | 1 | 3 | 86  | 110 | -24 | 1     |
| Angola        | 4 | 0 | 1 | 3 | 97  | 131 | -34 | 1     |

Resultats
| Ronda            | Data  | Hora  | Partit        | Partit  | Partit          |
| ---------------- | ----- | ----- | ------------- | ------- | --------------- |
| Fase grups − 1   | 15/08 | 19:30 | Espanya       | 24 − 24 | Angola          |
| Fase grups − 2   | 17/08 | 21:30 | França        | 27 − 20 | Espanya         |
| Fase grups − 3   | 19/08 | 21:30 | Espanya       | 21 − 23 | Dinamarca       |
| Fase grups − 4   | 21/08 | 19:30 | Corea del Sud | 36 − 21 | Espanya         |
| Quarts de finals | 26/08 | 14:30 | Ucraïna       | 25 − 23 | Espanya         |
| 5è−8è lloc       | 28/08 | 09:30 | Espanya       | 27 − 23 | R.P. de la Xina |
| 5è−6è lloc       | 29/08 | 14:30 | Espanya       | 29 − 38 | Hongria         |

## Hípica
Vegeu Hípica als Jocs Olímpics d'estiu de 2004
Doma clàssica
| Esportista                                                           | Cavall                          | Esdeveniment | Gran Premi | Gran Premi | Gran Premi Especial | Gran Premi Especial | Gran Premi Estil Lliure | Gran Premi Estil Lliure | Global           | Global           |
| Esportista                                                           | Cavall                          | Esdeveniment | Resultat   | Posició    | Resultat            | Posició             | Resultat                | Posició                 | Resultat         | Posició          |
| -------------------------------------------------------------------- | ------------------------------- | ------------ | ---------- | ---------- | ------------------- | ------------------- | ----------------------- | ----------------------- | ---------------- | ---------------- |
| Beatriu Ferrer-Salat                                                 | Beauvalais                      | Individual   | 74,667     | 2 Q        | 75,760              | 3 Q                 | 79,575                  | 3                       | 76,667           | 3                |
| Juan Antonio Jiménez                                                 | Guizo                           | Individual   | 71,292     | =10 Q      | 68,240              | 20 Q                | 75,400                  | 10                      | 71,644           | 12               |
| Ignacio Rambla                                                       | Oleaje                          | Individual   | 64,750     | 41         | No es classificà    | No es classificà    | No es classificà        | No es classificà        | No es classificà | No es classificà |
| Rafael Soto                                                          | Invasor                         | Individual   | 72,792     | 7 Q        | 69,000              | 12 Q                | 79,025                  | 4                       | 73,606           | 8                |
| Beatriu Ferrer-Salat Juan Antonio Jiménez Ignacio Rambla Rafael Soto | Beauvalais Guizo Oleaje Invasor | Equips       |            |            |                     |                     |                         |                         | 72,917           | 2                |

## Hoquei sobre herba
Vegeu Hoquei sobre herba als Jocs Olímpics d'estiu de 2004

### Masculí
Jugadors
| - Eduardo Aguilar - David Alegre - Pol Amat - Javier Bruses - Juan Escarré - Àlex Fàbregas - Francesc Fàbregas - Santi Freixa | - Rodrigo Garza - Bernardino Herrera - Xavier Ribas - Albert Sala - Josep Sánchez - Víctor Sojo - Eduard Tubau |  |  |

Entrenador: Maurits Hendriks
Fase de grups
| Equip         | J | G | E | P | GF | GC | Dif | Punts |
| ------------- | - | - | - | - | -- | -- | --- | ----- |
| Espanya       | 5 | 3 | 2 | 0 | 14 | 3  | +11 | 11    |
| Alemanya      | 5 | 3 | 2 | 0 | 15 | 6  | +9  | 11    |
| Pakistan      | 5 | 3 | 0 | 2 | 19 | 8  | +11 | 9     |
| Corea del Sud | 5 | 2 | 2 | 1 | 17 | 8  | +9  | 8     |
| Regne Unit    | 5 | 1 | 0 | 4 | 9  | 21 | -12 | 3     |
| Egipte        | 5 | 0 | 0 | 5 | 2  | 30 | -28 | 0     |

Resultats
| Ronda            | Data  | Hora  | Partit        | Partit    | Partit    |
| ---------------- | ----- | ----- | ------------- | --------- | --------- |
| Fase grups − 1   | 15/08 | 18:00 | Corea del Sud | 1 − 1     | Espanya   |
| Fase grups − 2   | 17/08 | 20:30 | Espanya       | 1 − 1     | Alemanya  |
| Fase grups − 3   | 19/08 | 18:30 | Regne Unit    | 1 − 5     | Espanya   |
| Fase grups − 4   | 21/08 | 20:00 | Espanya       | 4 − 0     | Pakistan  |
| Fase grups − 5   | 23/08 | 10:30 | Espanya       | 3 − 0     | Egipte    |
| Semifinals       | 25/08 | 21:00 | Espanya       | 3 − 6     | Austràlia |
| Final consolació | 27/08 | 18:00 | Alemanya      | 4 − 3 (P) | Espanya   |

### Femení
Jugadores
| - Sílvia Bonastre - Núria Camón - María del Mar Feito - Erdoitza Goikoetxea - Lucía López - Maider Luengo - Bárbara Malda - María del Carmen Martín | - Sílvia Muñoz - Ana Raquel Pérez - Marta Prat - María Jesús Rosa - Mónica Rueda - Maider Tellería - Esther Térmens - Rocío Ybarra |  |

Entrenador: Pablo Usoz
Fase de grups
| Equip           | J | G | E | P | GF | GC | Dif | Punts |
| --------------- | - | - | - | - | -- | -- | --- | ----- |
| R.P. de la Xina | 4 | 4 | 0 | 0 | 11 | 2  | +9  | 12    |
| Argentina       | 4 | 3 | 0 | 1 | 12 | 4  | +8  | 9     |
| Japó            | 4 | 2 | 0 | 2 | 5  | 7  | -2  | 6     |
| Nova Zelanda    | 4 | 1 | 0 | 3 | 3  | 9  | -6  | 3     |
| Espanya         | 4 | 0 | 0 | 4 | 3  | 12 | -9  | 0     |

Resultats
| Ronda          | Data  | Hora  | Partit    | Partit | Partit       |
| -------------- | ----- | ----- | --------- | ------ | ------------ |
| Fase grups − 1 | 14/08 | 20:00 | Argentina | 4 − 0  | Espanya      |
| Fase grups − 2 | 18/08 | 08:30 | Xina      | 3 − 0  | Espanya      |
| Fase grups − 3 | 20/08 | 20:00 | Espanya   | 1 − 2  | Japó         |
| Fase grups − 4 | 22/08 | 10:30 | Espanya   | 2 − 3  | Nova Zelanda |
| 9è/10è lloc    | 27/08 | 09:00 | Espanya   | 3 − 4  | Sud-àfrica   |

## Judo
Vegeu Judo als Jocs Olímpics d'estiu 2004

### Masculí
| Esportista      | Categoria | Preliminar                     | Setzens de final                  | Vuitens de final           | Quarts de final  | Semifinals       | Repesca 1                     | Repesca 2                    | Repesca 3                       | Final / FC                         | Final / FC       |
| --------------- | --------- | ------------------------------ | --------------------------------- | -------------------------- | ---------------- | ---------------- | ----------------------------- | ---------------------------- | ------------------------------- | ---------------------------------- | ---------------- |
| Kenji Uematsu   | −60 kg    |                                | N. Khergiani (GEO) D 0010−1001    | No es classificà           | No es classificà | No es classificà | B. Donbay (KAZ) G 0200−0001   | E. Stanev (RUS) G 0001−0000  | R. Zintiridis (GRC) G 1000−0100 | K. Tsagaanbaatar (MNG) D 0000−0010 | 5                |
| Óscar Peñas     | −66 kg    |                                | M. Méndez (PRI) G 1000−0000       | J. Krnáč (SVK) D 0000−1011 | No es classificà | No es classificà | A. Alassane (NER) G 1101−0000 | A. Meridja (DZA) G 0020−0001 | J. Pina (PRT) G 0020−0010       | G. Georgiev (BGR) D 0000−0001      | 5                |
| Kiyoshi Uematsu | −73 kg    | L. Guilheiro (BRA) D 0000−0010 | No es classificà                  | No es classificà           | No es classificà | No es classificà | No es classificà              | No es classificà             | No es classificà                | No es classificà                   | No es classificà |
| Ricardo Echarte | −81 kg    |                                | R. Chahkhandagh (IRN) D 0000−1000 | No es classificà           | No es classificà | No es classificà | No es classificà              | No es classificà             | No es classificà                | No es classificà                   | No es classificà |
| David Alarza    | −90 kg    |                                | V. Grekov (UKR) D 0010−0111       | No es classificà           | No es classificà | No es classificà | No es classificà              | No es classificà             | No es classificà                | No es classificà                   | No es classificà |
| Aythami Ruano   | +100 kg   | S-b. Kim (KOR) D 0001−0010     | No es classificà                  | No es classificà           | No es classificà | No es classificà | No es classificà              | No es classificà             | No es classificà                | No es classificà                   | No es classificà |

### Femení
| Esportista        | Categoria | Setzens de final             | Vuitens de final             | Quarts de final  | Semifinals       | Repesca 1                   | Repesca 2                     | Repesca 3                      | Final / FC                   | Final / FC       |
| ----------------- | --------- | ---------------------------- | ---------------------------- | ---------------- | ---------------- | --------------------------- | ----------------------------- | ------------------------------ | ---------------------------- | ---------------- |
| Isabel Fernández  | −57 kg    | Y. Bönisch (DEU) D 0011−0121 | No es classificà             | No es classificà | No es classificà | J. García (PRI) G 1011−0000 | K. Kusakabe (JPN) G 0010−0001 | C. Cavazzuti (ITA) G 0010−0001 | Y. Lupetey (CUB) D 0000−0010 | 5                |
| Sara Álvarez      | −63 kg    | L. Décosse (FRA) D 0001−1000 | No es classificà             | No es classificà | No es classificà | No es classificà            | No es classificà              | No es classificà               | No es classificà             | No es classificà |
| Cecilia Blanco    | −70 kg    | F. Rezayee (AFG) G 1000−0000 | E. Bosch (NLD) D 0101−0111   | No es classificà | No es classificà |                             | E. Copes (ARG) G 1011−0000    | D. Qin (CHN) D 0000−1002       | No es classificà             | No es classificà |
| Esther San Miguel | −78 kg    |                              | R. Wilding (GBR) D 0011−1011 | No es classificà | No es classificà | No es classificà            | No es classificà              | No es classificà               | No es classificà             | No es classificà |

## Lluita
Vegeu Lluita als Jocs Olímpics d'estiu de 2004
| Esportista           | Esdeveniment   | Fase de grups              | Fase de grups                | Fase de grups | Quarts de final  | Semifinals       | Final / FC       | Final / FC |
| Esportista           | Esdeveniment   | Oponent Resultat           | Oponent Resultat             | Posició       | Oponent Resultat | Oponent Resultat | Oponent Resultat | Posició    |
| -------------------- | -------------- | -------------------------- | ---------------------------- | ------------- | ---------------- | ---------------- | ---------------- | ---------- |
| Moisés Sánchez       | −66 kg masculí | K. Begaliev (KGZ) D 1−3 PP | P. Zeidvand (IRN) D 1−3 PP   | 3             | No es classificà | No es classificà | No es classificà | 16         |
| José Alberto Recuero | −74 kg masculí | D. Khalimov (KAZ) D 1−3 PP | Y. Manasherov (ISR) V 5−0 VT | 2             | No es classificà | No es classificà | No es classificà | 9          |

## Natació
Vegeu Natació als Jocs Olímpics d'estiu 2004

### Masculí
| Esportista        | Esdeveniment  | Eliminatòria | Eliminatòria | Semifinal        | Semifinal        | Final            | Final            |
| Esportista        | Esdeveniment  | Resultat     | Posició      | Resultat         | Posició          | Resultat         | Posició          |
| ----------------- | ------------- | ------------ | ------------ | ---------------- | ---------------- | ---------------- | ---------------- |
| Eduardo Lorente   | 50 m lliures  | 22.71        | 23           | No es classificà | No es classificà | No es classificà | No es classificà |
| Eduardo Lorente   | 100 m lliures | 50.48        | 30           | No es classificà | No es classificà | No es classificà | No es classificà |
| Javier Noriega    | 50 m lliures  | 22.54        | 14 Q         | 22.36            | 13               | No es classificà | No es classificà |
| Marcos Rivera     | 400 m lliures | 3:52.39      | 19           |                  |                  | No es classificà | No es classificà |
| Jorge Sánchez     | 200 m esquena | 2:00.10      | 8 Q          | 2:00.12          | 13               | No es classificà | No es classificà |
| Aschwin Wildeboer | 100 m esquena | 57.35        | 35           | No es classificà | No es classificà | No es classificà | No es classificà |
| Aschwin Wildeboer | 200 m esquena | 2:04.33      | 29           | No es classificà | No es classificà | No es classificà | No es classificà |
| Olaf Wildeboer    | 200 m lliures | 1:50.01      | 17 Q         | 1:50.61          | 15               | No es classificà | No es classificà |

### Femení
| Esportista                                                     | Esdeveniment            | Eliminatòria | Eliminatòria | Semifinal        | Semifinal        | Final               | Final               |
| Esportista                                                     | Esdeveniment            | Resultat     | Posició      | Resultat         | Posició          | Resultat            | Posició             |
| -------------------------------------------------------------- | ----------------------- | ------------ | ------------ | ---------------- | ---------------- | ------------------- | ------------------- |
| Nina Jivanévskaia                                              | 100 m esquena           | 1:01.75      | 7 Q          | 1:01.19          | 5 Q              | 1:01.12             | 5                   |
| Ana Belén Palomo                                               | 100 m lliures           | 25.92        | 21           | No es classificà | No es classificà | No es classificà    | No es classificà    |
| María Peláez                                                   | 200 m papallona         | 2:11.66      | 10 Q         | 2:12.54          | 15               | No es classificà    | No es classificà    |
| Arantxa Ramos                                                  | 400 m lliures           | 4:16.52      | 23           |                  |                  | No es classificà    | No es classificà    |
| Erika Villaécija                                               | 400 m lliures           | 4:13.03      | 18           |                  |                  | No es classificà    | No es classificà    |
| Erika Villaécija                                               | 800 m lliures           | 8:33.61      | 7 Q          |                  |                  | 8:29.04             | 5                   |
| Roser Vives                                                    | 200 m papallona         | 2:13.02      | 19           | No es classificà | No es classificà | No es classificà    | No es classificà    |
| Melissa Caballero Ana Belén Palomo Laura Roca Tatiana Rouba    | Relleus 4x100 m lliures | 3:47.47      | 14           |                  |                  | No es classificaren | No es classificaren |
| Melissa Caballero Arantxa Ramos Tatiana Rouba Erika Villaécija | Relleus 4x200 m lliures | 8:03.67      | 5 Q          |                  |                  | 8:02.11             | 6                   |
| María Peláez Sara Pérez Tatiana Rouba Nina Jivanévskaia        | Relleus 4x100 m estils  | 4:06.90      | 7 Q          |                  |                  | 4:07.61             | 7                   |

## Natació sincronitzada
Vegeu Natació sincronitzada als Jocs Olímpics d'estiu de 2004
| Esportista | Esdeveniment | Rutina tècnica | Rutina tècnica | Rutina lliure (Preliminar) | Rutina lliure (Preliminar) | Rutina lliure (Preliminar) | Rutina lliure (Final) | Rutina lliure (Final)    | Rutina lliure (Final) |
| Esportista | Esdeveniment | Punts          | Posició        | Punts                      | Total (tècnica + lliure)   | Posició                    | Punts                 | Total (tècnica + lliure) | Posició               |
| --- | ------------ | -------------- | -------------- | -------------------------- | -------------------------- | -------------------------- | --------------------- | ------------------------ | --------------------- |
| Gemma Mengual Paola Tirados                                                                                    | Parelles     | 47,917         | 4              | 48,167                     | 96,084                     | 4 Q                        | 48,334                | 96,251                   | 4                     |
| Raquel Corral Andrea Fuentes Tina Fuentes Gemma Mengual Ana Montero Irina Rodríguez Ione Serrano Paola Tirados | Equip        | 48,167         | 4              |                            |                            |                            | 48,500                | 97,167                   | 4                     |

## Piragüisme
Vegeu Piragüisme als Jocs Olímpics d'estiu de 2004

### Aigües tranquil·les
Masculí
| Esportista                         | Esdeveniment | Eliminatòries | Eliminatòries | Semifinals | Semifinals | Final               | Final               |
| Esportista                         | Esdeveniment | Temps         | Posició       | Temps      | Posició    | Temps               | Posició             |
| ---------------------------------- | ------------ | ------------- | ------------- | ---------- | ---------- | ------------------- | ------------------- |
| David Cal                          | C-1 500 m    | 1:48.397      | 1 QF          |            |            | 1:46.723            | 2                   |
| David Cal                          | C-1 1000 m   | 3:50.091      | 1 QF          |            |            | 3:46.201            | 1                   |
| Carlos Pérez                       | K-1 500 m    | 1:40.149      | 5 q           | 1:41.335   | 6          | No es classificà    | No es classificà    |
| José Alfredo Bea David Mascato     | C-2 500 m    | 1:43.708      | 6 q           | 1:43.160   | 5          | No es classificaren | No es classificaren |
| José Alfredo Bea David Mascato     | C-2 1000 m   | 3:32.355      | 4 q           | 3:31.876   | 1 Q        | 3:45.766            | 7                   |
| Francisco Llera Damián Vindel      | K-2 500 m    | 1:32.846      | 3 q           | 1:30.998   | 3 Q        | 1:29.532            | 6                   |
| Pablo Enrique Baños Javier Hernanz | K-2 1000 m   | 3:12.216      | 4 q           | 3:13.701   | 4          | No es classificaren | No es classificaren |

Femení
| Esportista                                                              | Esdeveniment | Eliminatòries | Eliminatòries | Semifinals | Semifinals | Final    | Final   |
| Esportista                                                              | Esdeveniment | Temps         | Posició       | Temps      | Posició    | Temps    | Posició |
| ----------------------------------------------------------------------- | ------------ | ------------- | ------------- | ---------- | ---------- | -------- | ------- |
| Beatriz Manchón María Teresa Portela                                    | K-2 500 m    | 1:41.338      | 2 QF          |            |            | 1:42.409 | 5       |
| María Isabel García Beatriz Manchón María Teresa Portela Jana Smidakova | K-4 500 m    | 1:34.525      | 4 QF          |            |            | 1:37.908 | 5       |

### Eslàlom
| Esportista       | Esdeveniment | Ronda preliminar | Ronda preliminar | Ronda preliminar | Ronda preliminar | Ronda preliminar | Ronda preliminar | Semifinals | Semifinals | Final            | Final            | Final            | Final            |
| Esportista       | Esdeveniment | Mànega 1         | Posició          | Mànega 2         | Posició          | Total            | Posició          | Temps      | Posició    | Temps            | Posició          | Total            | Posició          |
| ---------------- | ------------ | ---------------- | ---------------- | ---------------- | ---------------- | ---------------- | ---------------- | ---------- | ---------- | ---------------- | ---------------- | ---------------- | ---------------- |
| Jordi Sangrà     | C-1 masculí  | 108.48           | 14               | 104.06           | 9                | 212.54           | 11 Q             | 99.84      | 6 Q        | 100.57           | 7                | 200.41           | 7                |
| Carles Juanmartí | K-1 masculí  | 99.47            | 15               | 96.61            | =7               | 196.08           | 13 Q             | 97.73      | 11         | No es classificà | No es classificà | No es classificà | No es classificà |

## Rem
Vegeu Rem als Jocs Olímpics d'estiu de 2004

### Masculí
| Esportista                                                    | Esdeveniment                 | Preliminar | Preliminar | Repesca | Repesca | Semifinals | Semifinals | Final   | Final   | Final    |
| Esportista                                                    | Esdeveniment                 | Temps      | Posició    | Temps   | Posició | Temps      | Posició    | Temps   | Posició | Resultat |
| ------------------------------------------------------------- | ---------------------------- | ---------- | ---------- | ------- | ------- | ---------- | ---------- | ------- | ------- | -------- |
| Rubén Álvarez Juan Zunzunegui                                 | Doble scull lleuger          | 6:23.23    | 3 R        | 6:26.66 | 2 SA/B  | 6:30.15    | 6 FB       | 6:46.48 | 2       | 8        |
| Mario Arranz Alberto Domínguez Jesús González Carlos Loriente | Quatre sense timoner lleuger | 6:11.70    | 5 R        | 5:56.15 | 3 SA/B  | 6:07.01    | 6 FB       | 6:26.15 | 6       | 12       |

### Femení
| Esportista             | Esdeveniment        | Preliminar | Preliminar | Repesca | Repesca | Semifinals | Semifinals | Final   | Final   | Final    |
| Esportista             | Esdeveniment        | Temps      | Posició    | Temps   | Posició | Temps      | Posició    | Temps   | Posició | Resultat |
| ---------------------- | ------------------- | ---------- | ---------- | ------- | ------- | ---------- | ---------- | ------- | ------- | -------- |
| Nuria Domínguez        | Scull indidivual    | 7:55.60    | 4 R        | 7:40.31 | 2 SA/B  | 7:43.59    | 3 FA       | 7:49.11 | 6       | 6        |
| Teresa Más Eva Mirones | Doble scull lleuger | 7:02.33    | 3 R        | 7:02.91 | 3 SA/B  | 7:09.21    | 6 FB       | 7:41.23 | 5       | 11       |

## Salts
Vegeu Salts als Jocs Olímpics d'estiu de 2004

### Masculí
| Esportista    | Esdeveniment | Ronda Preliminar | Ronda Preliminar | Semifinals       | Semifinals       | Final            | Final            |
| Esportista    | Esdeveniment | Punts            | Posició          | Punts            | Posició          | Punts            | Posició          |
| ------------- | ------------ | ---------------- | ---------------- | ---------------- | ---------------- | ---------------- | ---------------- |
| Javier Illana | Trampolí 3 m | 385,80           | 19               | No es classificà | No es classificà | No es classificà | No es classificà |

### Femení
| Esportista       | Esdeveniment    | Ronda Preliminar | Ronda Preliminar | Semifinals       | Semifinals       | Final            | Final            |
| Esportista       | Esdeveniment    | Punts            | Posició          | Punts            | Posició          | Punts            | Posició          |
| ---------------- | --------------- | ---------------- | ---------------- | ---------------- | ---------------- | ---------------- | ---------------- |
| Leyre Eizaguirre | Trampolí 3 m    | 242,73           | 24               | No es classificà | No es classificà | No es classificà | No es classificà |
| Dolores Saez     | Plataforma 10 m | 278,43           | 20               | No es classificà | No es classificà | No es classificà | No es classificà |
| Leire Santos     | Plataforma 10 m | 246,84           | 29               | No es classificà | No es classificà | No es classificà | No es classificà |

## Taekwondo
Vegeu Taekwondo als Jocs Olímpics d'estiu de 2004
| Esportista         | Esdeveniment  | Vuitens de final            | Quarts de final       | Semifinals       | Repesca 1                     | Repesca 2                      | Final / FC             | Final / FC       |
| ------------------ | ------------- | --------------------------- | --------------------- | ---------------- | ----------------------------- | ------------------------------ | ---------------------- | ---------------- |
| Juan Antonio Ramos | 58 kg masculí | T. Go (PHL) V 7−6           | M-y. Chu (TWN) D 1−9  | No es classificà | E. Tlish (LBY) V Renúncia     | Q.H. Nguyễn (VNM) V 8−0        | T. Bayoumi (EGY) D 1−7 | 4                |
| Jon García         | 80 kg masculí | Z. Prerad (BIH) V 13−2      | D-s. Moon (KOR) D 2−6 | No es classificà | A. Sagindykov (KAZ) D 5−5 SUP | No es classificà               | No es classificà       | 7                |
| Brigitte Yagüe     | 49 kg femení  | Y. Boorapolchai (THA) D 5−9 | No es classificà      | No es classificà | No es classificà              | No es classificà               | No es classificà       | No es classificà |
| Sonia Reyes        | 57 kg femení  | A. Uścińska (POL) V 11−2    | J-w. Jang (KOR) D 2−3 | No es classificà | M. Bah (CIV) V 5−0            | N. Sukkhongdumnoen (THA) V 6−3 | I. Salazar (MEX) D 1−2 | 4                |

## Tennis

### Masculí
| Juan Carlos Ferrero           | Individual | H. Arazi (MAR) V 6−3, 6−1              | M. Fish (USA) D 6−4, 6−7(5), 4−6         | No es classificà                     | No es classificà          | No es classificà    | No es classificà    | No es classificà    | No es classificà    | No es classificà    | No es classificà    | No es classificà    |                     |                     |
| Feliciano López               | Individual | R. Sonderling (SWE) V 6−3, 3−6, 6−4    | M. Safin (RUS) V 7−6(4), 6−3             | S. Grosjean (FRA) D 7−6(4), 4−6, 0−6 | No es classificà          | No es classificà    | No es classificà    | No es classificà    | No es classificà    | No es classificà    | No es classificà    |                     |                     |                     |
| Carles Moyà                   | Individual | T. Enqvist (SWE) V 7−6(8), 6−7(7), 9−7 | O. Rochus (BEL) V 6−0, 7−6(3)            | I. Karlović (HRV) V 4−6, 7−6(3), 6−4 | N. Massú (CHL) D 2−6, 5−7 | No es classificà    | No es classificà    | No es classificà    | No es classificà    | No es classificà    |                     |                     |                     |                     |
| Tommy Robredo                 | Individual | L. Ouahab (DZA) V 6−3, 6−4             | F. Santoro (FRA) V 1−6, 6−3, 6−4         | T. Berdych (CZE) D 6−7(2), 6−4, 6−8  | No es classificà          | No es classificà    | No es classificà    | No es classificà    | No es classificà    | No es classificà    | No es classificà    |                     |                     |                     |
| Tommy Robredo Feliciano López | Dobles     |                                        | G. Etlis / M. Rodríguez (ARG) D 3−6, 4−6 | No es classificaren                  | No es classificaren       | No es classificaren | No es classificaren | No es classificaren | No es classificaren | No es classificaren | No es classificaren | No es classificaren | No es classificaren | No es classificaren |
| Carles Moyà Rafael Nadal      | Dobles     |                                        | A. Sa / F. Saretta (BRA) D 6−7(6), 1−6   | No es classificaren                  | No es classificaren       | No es classificaren | No es classificaren | No es classificaren | No es classificaren | No es classificaren | No es classificaren | No es classificaren | No es classificaren | No es classificaren |

### Femení
| Anabel Medina                    | Individual | M. Pierce (FRA) D 3−6, 5−7   | No es classificà                                 | No es classificà                      | No es classificà                   | No es classificà                         | No es classificà                  | No es classificà    | No es classificà    | No es classificà    | No es classificà    | No es classificà    | No es classificà |
| Magüi Serna                      | Individual | A. Mískina (RUS) D 0−6, 1−6  | No es classificà                                 | No es classificà                      | No es classificà                   | No es classificà                         | No es classificà                  | No es classificà    | No es classificà    | No es classificà    | No es classificà    | No es classificà    | No es classificà |
| Conchita Martínez                | Individual | A. Mauresmo (FRA) D 1−6, 4−6 | No es classificà                                 | No es classificà                      | No es classificà                   | No es classificà                         | No es classificà                  | No es classificà    | No es classificà    | No es classificà    | No es classificà    | No es classificà    | No es classificà |
| Arantxa Sánchez Anabel Medina    | Dobles     |                              | P. Suárez / P. Tarabini (ARG) D 7−6(8), 5−7, 2−6 | No es classificaren                   | No es classificaren                | No es classificaren                      | No es classificaren               | No es classificaren | No es classificaren | No es classificaren | No es classificaren | No es classificaren |                  |
| Conchita Martínez Virginia Ruano | Dobles     |                              | P. Mandula / K. Nagy (HUN) V 6−4, 6−0            | T. Garbin / R. Vinci (ITA) V 6−4, 6−0 | Z. Yan / J. Zheng (CHN) V 6−4, 6−0 | S. Asagoe / A. Sugiyama (JPN) V 6−4, 6−0 | T. Li / T.T. Sun (CHN) D 6−4, 6−0 | Argent              |                     |                     |                     |                     |                  |

## Tennis taula
Vegeu Tennis de taula als Jocs Olímpics d'estiu de 2004
| Tennista   | Categoria          | 1a Ronda              | 2a Ronda                 | 3a Ronda         | 4a Ronda         | Quarts de final  | Semifinals       | Final            | Final            |
| ---------- | ------------------ | --------------------- | ------------------------ | ---------------- | ---------------- | ---------------- | ---------------- | ---------------- | ---------------- |
| He Zhi Wen | Individual masculí | P. Gionis (GRE) V 4−1 | L. Błaszczyk (POL) D 1−4 | No es classificà | No es classificà | No es classificà | No es classificà | No es classificà | No es classificà |

## Tir
Vegeu Tir als Jocs Olímpics d'estiu de 2004

### Masculí
| Esportista          | Esdeveniment      | Qualificació | Qualificació | Final            | Final            |
| Esportista          | Esdeveniment      | Punts        | Posició      | Punts            | Posició          |
| ------------------- | ----------------- | ------------ | ------------ | ---------------- | ---------------- |
| José Antonio Colado | 10 m pistola aire | 572          | =33          | No es classificà | No es classificà |
| Isidro Lorenzo      | 10 m pistola aire | 565          | 42           | No es classificà | No es classificà |
| Isidro Lorenzo      | 50 m pistola      | 562          | 5 Q          | 652              | 8                |

### Femení
| Esportista            | Esdeveniment      | Qualificació | Qualificació | Final            | Final            |
| Esportista            | Esdeveniment      | Punts        | Posició      | Punts            | Posició          |
| --------------------- | ----------------- | ------------ | ------------ | ---------------- | ---------------- |
| María Pilar Fernández | 10 m pistola aire | 374          | =30          | No es classificà | No es classificà |
| María Pilar Fernández | 25 m pistola      | 577          | =13          | No es classificà | No es classificà |
| María Quintanal       | Fossa             | 65           | 2 Q          | 84               | 2                |
| María Quintanal       | Doble fossa       | 97           | =13          | No es classificà | No es classificà |

## Tir amb arc
Vegeu Tir amb arc als Jocs Olímpics d'estiu de 2004
| Esportista        | Esdeveniment       | Ronda de classificació | Ronda de classificació | Ronda de 64                    | Setzens de final            | Vuitens de final          | Quarts de final  | Semifinals       | Final            | Final            |
| Esportista        | Esdeveniment       | Punts                  | Posició                | Ronda de 64                    | Setzens de final            | Vuitens de final          | Quarts de final  | Semifinals       | Final            | Final            |
| ----------------- | ------------------ | ---------------------- | ---------------------- | ------------------------------ | --------------------------- | ------------------------- | ---------------- | ---------------- | ---------------- | ---------------- |
| Almudena Gallardo | Individual femení  | 631                    | 24                     | K. Narimanidze (GEO) V 148−132 | J. Figueroa (MEX) V 152−150 | E. Psarra (GRE) D 152−160 | No es classificà | No es classificà | No es classificà | No es classificà |
| Felipe López      | Individual masculí | 641                    | 40                     | O. Serdyuk (UKR) D 141−164     | No es classificà            | No es classificà          | No es classificà | No es classificà | No es classificà | No es classificà |

## Triatló
Vegeu Triatló als Jocs Olímpics d'estiu de 2004
| Esportista    | Esdeveniment | Natació (1,5 km) | Transició 1 | Ciclisme (40 km) | Transició 2 | Cursa a peu (10 km) | Total    | Total    |
| ------------- | ------------ | ---------------- | ----------- | ---------------- | ----------- | ------------------- | -------- | -------- |
| Eneko Llanos  | Homes        | 18:18            | 0:18        | 1:02:36          | 0:21        | 33:58               | 1:54:52  | 20       |
| Xavier Llobet | Homes        | 18:15            | 0:19        | 1:05:44          | 0:26        | No acabà            | No acabà | No acabà |
| Iván Raña     | Homes        | 18:08            | 0:17        | 1:02:46          | 0:21        | 34:50               | 1:55:44  | 23       |
| Ana Burgos    | Dones        | 20:36            | 0:20        | 1:09:52          | 0:24        | 35:34               | 2:06:02  | 7        |
| Pilar Hidalgo | Dones        | 19:08            | 0:21        | 1:11:16          | 0:23        | 37:13               | 2:07:37  | 13       |
| Ainhoa Murua  | Dones        | 19:37            | 0:19        | 1:10:48          | 0:23        | 39:02               | 2:09:27  | 24       |

## Vela
Vegeu Vela als Jocs Olímpics d'estiu de 2004
Masculí
| Esportista                     | Esdeveniment | Curses | Curses | Curses | Curses | Curses | Curses | Curses | Curses | Curses | Curses | Curses | Punts nets | Final |
| Esportista                     | Esdeveniment | 1      | 2      | 3      | 4      | 5      | 6      | 7      | 8      | 9      | 10     | F      | Punts nets | Final |
| ------------------------------ | ------------ | ------ | ------ | ------ | ------ | ------ | ------ | ------ | ------ | ------ | ------ | ------ | ---------- | ----- |
| Iván Pastor                    | Windsurf     | 15     | 10     | 11     | 2      | 9      | OCS    | 18     | 15     | 10     | 18     | 4      | 112        | 12    |
| Rafael Trujillo                | Finn         | 8      | 3      | 3      | 6      | 2      | 3      | OCS    | 4      | 5      | 4      | 13     | 51         | 2     |
| Gustavo Martínez Dimas Wood    | 470          | 7      | 22     | 12     | 10     | 3      | 11     | 26     | 21     | 16     | 10     | OCS    | 138        | 20    |
| Pablo Arrarte Roberto Bermúdez | Stat         | 2      | 13     | 5      | 6      | 17     | 8      | 13     | 6      | 12     | 15     | 5      | 85         | 10    |

Femení
| Esportista                                   | Esdeveniment | Curses | Curses | Curses | Curses | Curses | Curses | Curses | Curses | Curses | Curses | Curses | Punts nets | Final |
| Esportista                                   | Esdeveniment | 1      | 2      | 3      | 4      | 5      | 6      | 7      | 8      | 9      | 10     | F      | Punts nets | Final |
| -------------------------------------------- | ------------ | ------ | ------ | ------ | ------ | ------ | ------ | ------ | ------ | ------ | ------ | ------ | ---------- | ----- |
| Blanca Manchón                               | Windsurf     | 10     | 5      | 14     | 13     | 3      | 11     | 13     | 15     | 8      | 7      | 11     | 95         | 8     |
| Neus Garriga                                 | Europa       | 6      | 5      | 15     | 17     | 6      | 3      | 16     | OCS    | 5      | 14     | 11     | 98         | 13    |
| Sandra Azón Natàlia Via-Dufresne             | 470          | 2      | 4      | 9      | 15     | 19     | 5      | 8      | 3      | 5      | 6      | 5      | 62         | 2     |
| Mònica Azón Graciela Pisonero Marina Sánchez | Yngling      | 7      | 7      | 10     | 14     | 11     | 11     | 7      | 12     | 4      | 6      | 11     | 86         | 12    |

Aigües obertes
| Esportista                     | Esdeveniment | Curses | Curses | Curses | Curses | Curses | Curses | Curses | Curses | Curses | Curses | Curses | Curses | Curses | Curses | Curses | Curses | Punts nets | Final |
| Esportista                     | Esdeveniment | 1      | 2      | 3      | 4      | 5      | 6      | 7      | 8      | 9      | 10     | 11     | 12     | 13     | 14     | 15     | F      | Punts nets | Final |
| ------------------------------ | ------------ | ------ | ------ | ------ | ------ | ------ | ------ | ------ | ------ | ------ | ------ | ------ | ------ | ------ | ------ | ------ | ------ | ---------- | ----- |
| Luis Martínez                  | Laser        | 19     | 7      | 13     | 4      | 19     | 18     | 5      | 7      | 4      | 24     |        |        |        |        |        | 36     | 120        | 10    |
| Xabier Fernández Iker Martínez | 49er         | 3      | 11     | 7      | 5      | 1      | 12     | 2      | 6      | 12     | 1      | 8      | 2      | 8      | 2      | 4      | 7      | 67         | 1     |
| Fernando Echavarri Antón Paz   | Tornado      | 3      | 4      | 13     | RDB    | 18     | 6      | 2      | 6      | 7      | 13     |        |        |        |        |        | 12     | 74         | 8     |

## Voleibol platja
Vegeu Voleibol platja als Jocs Olímpics d'estiu de 2004
| Esportista                 | Esdeveniment | Ronda preliminar | Posició | Vuitens de final                               | Quarts de final                                         | Semifinals                                            | Final                                            | Final |
| -------------------------- | ------------ | --- | ------- | ---------------------------------------------- | ------------------------------------------------------- | ----------------------------------------------------- | ------------------------------------------------ | ----- |
| Pablo Herrera Javier Bosma | Homes        | Grup C · N. Berger / F. Gosch (AUT) · V 2−0 (21−14, 21−13) · P. Laciga / M. Laciga (SUI) · V 2−1 (21−19, 17−21, 15−9) · R. Nowotny / P. Gartmayer (AUT) · V 2−1 (21−16, 19−21, 15−11) | 1 Q     | B. Berg / S. Dahl (SWE) · V 2−0 (21−16, 21−17) | J. Child / M. Heese (CAN) · V 2−1 (22−24, 21−19, 18−16) | J. Prosser / M. Williams (AUS) · V 2−0 (21−18, 21−18) | R. Santos / E. Rego (BRA) · D 0−2 (16−21, 15−21) | 2     |

## Waterpolo
Vegeu Waterpolo als Jocs Olímpics d'estiu de 2004

### Masculí
Jugadors
| - Ángel Luis Andreo - Daniel Ballart - Xavier García - Salvador Gómez - Gabriel Hernández - Gustavo Marcos - Guillermo Molina | - Daniel Moro - Iván Moro - Sergi Pedrerol - Iván Pérez - Jesús Rollán - Javier Sánchez |  |

Entrenador: Joan Jané
Fase de grups
| Equip     | J | G | E | P | GF | GC | Dif | Punts |
| --------- | - | - | - | - | -- | -- | --- | ----- |
| Grècia    | 5 | 4 | 0 | 1 | 43 | 27 | +16 | 8     |
| Alemanya  | 5 | 3 | 1 | 1 | 40 | 28 | +12 | 7     |
| Espanya   | 5 | 3 | 0 | 2 | 35 | 31 | +4  | 6     |
| Itàlia    | 5 | 3 | 0 | 2 | 39 | 24 | +15 | 6     |
| Austràlia | 5 | 1 | 1 | 3 | 37 | 35 | +2  | 3     |
| Egipte    | 5 | 0 | 0 | 5 | 18 | 67 | -49 | 0     |

Resultats
| Ronda           | Data  | Hora  | Partit              | Partit | Partit    |
| --------------- | ----- | ----- | ------------------- | ------ | --------- |
| Fase grups − 1  | 15/08 | 17:45 | Itàlia              | 4 − 5  | Espanya   |
| Fase grups − 2  | 17/08 | 21:00 | Grècia              | 15 − 4 | Espanya   |
| Fase grups − 3  | 19/08 | 16:30 | Espanya             | 8 − 4  | Austràlia |
| Fase grups − 4  | 21/08 | 16:30 | Alemanya            | 11 − 5 | Espanya   |
| Fase grups − 5  | 23/08 | 17:00 | Espanya             | 12 − 4 | Egipte    |
| Quarts de final | 25/08 | 18:15 | Sèrbia i Montenegro | 7 − 5  | Espanya   |
| 5è lloc         | 29/08 | 12:00 | Alemanya            | 6 − 4  | Espanya   |